# 종말 논법

기원전 10,000년부터 기원후 2000년까지의 세계 인구 변화 그래프

인류 종말 논법(Doomsday argument, DA)은 현재까지 태어난 인류 수의 추측을 통해 미래에 태어날 모든 인류의 수를 예측하는 통계학적인 논법이다. 간단히 말하면, 모든 사람을 임의의 숫자로 놓고, 임의로 한 사람을 뽑을 때 한 사람이 뽑히면 그 사람은 중간에 태어난 것이라 추측하는 것이 타당하다는 논증이다.
이 논증은 1983년 천체물리학자인 브랜던 카터가 처음으로 명시적으로 제시했다. 이 때부터 이 논증은 때때로 카터의 파국 논법(Carter catastrophe)이라고 부르기도 한다. 이 논증은 발표 직후 철학자인 존 A. 레슬리가 옹호했으며, 이후 J. 리차드 고트와 홀거 베흐 닐슨이 독립적으로 이 논증을 발표했다. 이와 같은 비슷한 종말론적 원리는 하인츠 폰 푀르스터와 같은 사람들 등 이전에 꾸준히 제안되고는 했다.
이제까지 태어났거나 태어날 모든 인간의 수를 N이라고 두면, 코페르니쿠스 원리에 따라서 모든 인간 N에서 어떤 한 사람 n을 찾을 확률은 다른 n-1명의 사람과 모두 같으므로, 현재 우리의 수직선 상 위치 f = n/N은 우리의 절대적 위치에 대한 사전 확률인 구간 [0, 1]에서 균일하게 분포하고 있다.
심지어 f는 절대적 위치 n을 알게 된 이후에도 (0, 1]에서 균일하게 분포하고 있다. 즉 예를 들어, f가 (0.05, 1] 간격에 있을 확률, 즉 f > 0.05일 확률은 95%이다. 다르게 말하면 우리는 모든 태어났거나 태어날 인간의 마지막 95% 이내일 것일 확률이 95%라고 말할 수 있다. 우리가 우리의 절대적 위치 n을 알고 있을 경우, N값의 상한선은 n/N > 0.05을 정리한 N < 20n와 같다.
만약 레슬리의 제안을 사용하고 현재까지 태어난 인간이 600억명이라고 가정할 경우, 95%의 확률로 N값이 20 × 600억 = 1조 2000억보다는 작을 것이라고 추정할 수 있다. 세계 인구가 100억명에서 안정해지고 평균 수명이 80년이라고 가정한다면, 나머지 1조 1400억명의 인간은 9,120년까지 태어날 것이라고 추측할 수 있다. 다가오는 세기의 세계 인구 예측에 따라 서로 달라질 수는 있지만, 이 논법의 중요한 점은 인류가 적어도 지구에서 1조 2000억명 이상 살 수 없다는 것을 의미한다. 이 문제는 또 다른 유명한 문제인 독일 전차 문제와도 비슷하다.

## 주장

### 논점
- N값을 멸종 시간으로 바꾸는 단계는 인간의 평균 수명에 따라 달라진다. 만약 인간이 영생을 얻게 되고 출산율이 0으로 떨어지면 인류의 N값이 유한하더라도 인류는 영원히 지속할 수 있다.
- 인류 종말 논법의 정확한 공식은 베이즈 확률론적 해석이 필요하다.
- 심지어는 이 논법의 몇 가지 가정은 베이즈적 확률론적으로도 허용하지 않을 수도 있다. 예를 들어, 일시적인 현상(무언가가 얼마동안 지속한다는 가정)에 적용한다는 것은 N값의 분포는 빈도적 확률(미래 사건과 같은 의미)을 나타냄과 동시에 인식론적 확률(우리가 불확실한 값을 결정한다는 의미)를 동시에 나타내게 된다.
- U (0,1] f의 분포는 기본적으로 임의적인데도 불구하고 두 가지로 나뉠 수 있다.
  - 우리 전에 태어났든 우리 이후에 태어났든 무작위로 태어난 사람이 한 명 선택될 확률이 매우 작은 평범성의 원리를 적용한 분포
  - 이전을 생각하지 않은 추측을 통한 N값의 분포

## 같이 보기
- 세계적 치명적인 위협
- 페르미 역설
- 프랭크 J. 티플러
- 평범성의 원리
- 양자적 자살과 불멸
- 모의현실
- Sic transit gloria mundi (세상의 영광은 이렇게 지나간다)
- 생존분석
- 생존주의
- 기술적 특이점

## 참고 문헌
- John Leslie, The End of the World: The Science and Ethics of Human Extinction, Routledge, 1998, ISBN 0-415-18447-9.
- J. R. Gott III, Future Prospects Discussed, Nature, vol. 368, p. 108, 1994.
- This argument plays a central role in Stephen Baxter's science fiction book, Manifold: Time, Del Rey Books, 2000, ISBN 0-345-43076-X.
- The same principle plays a major role in the Dan Brown novel, Inferno, Corgy Books, ISBN 978-0-552-16959-2